# Speck

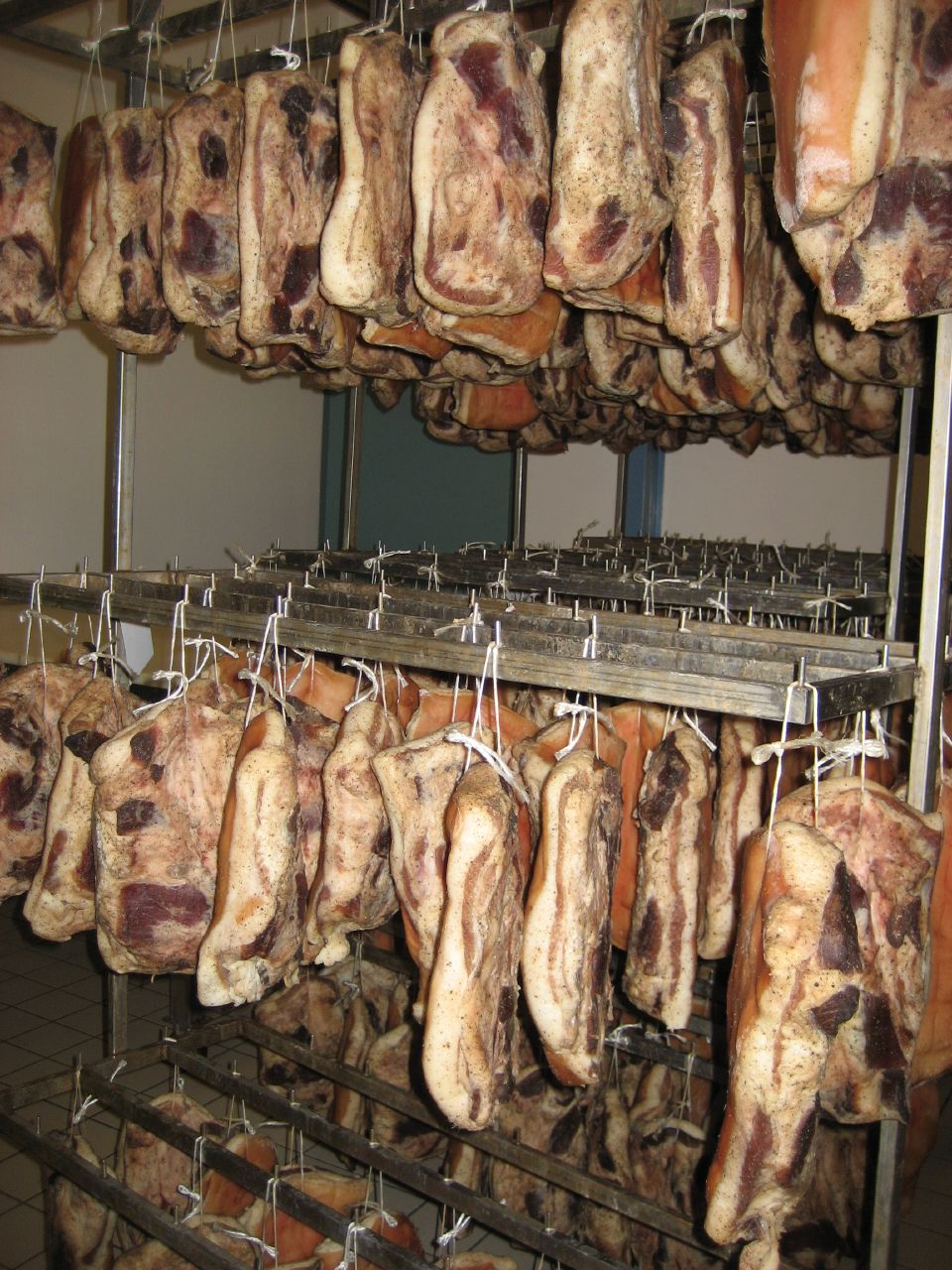
Speck.

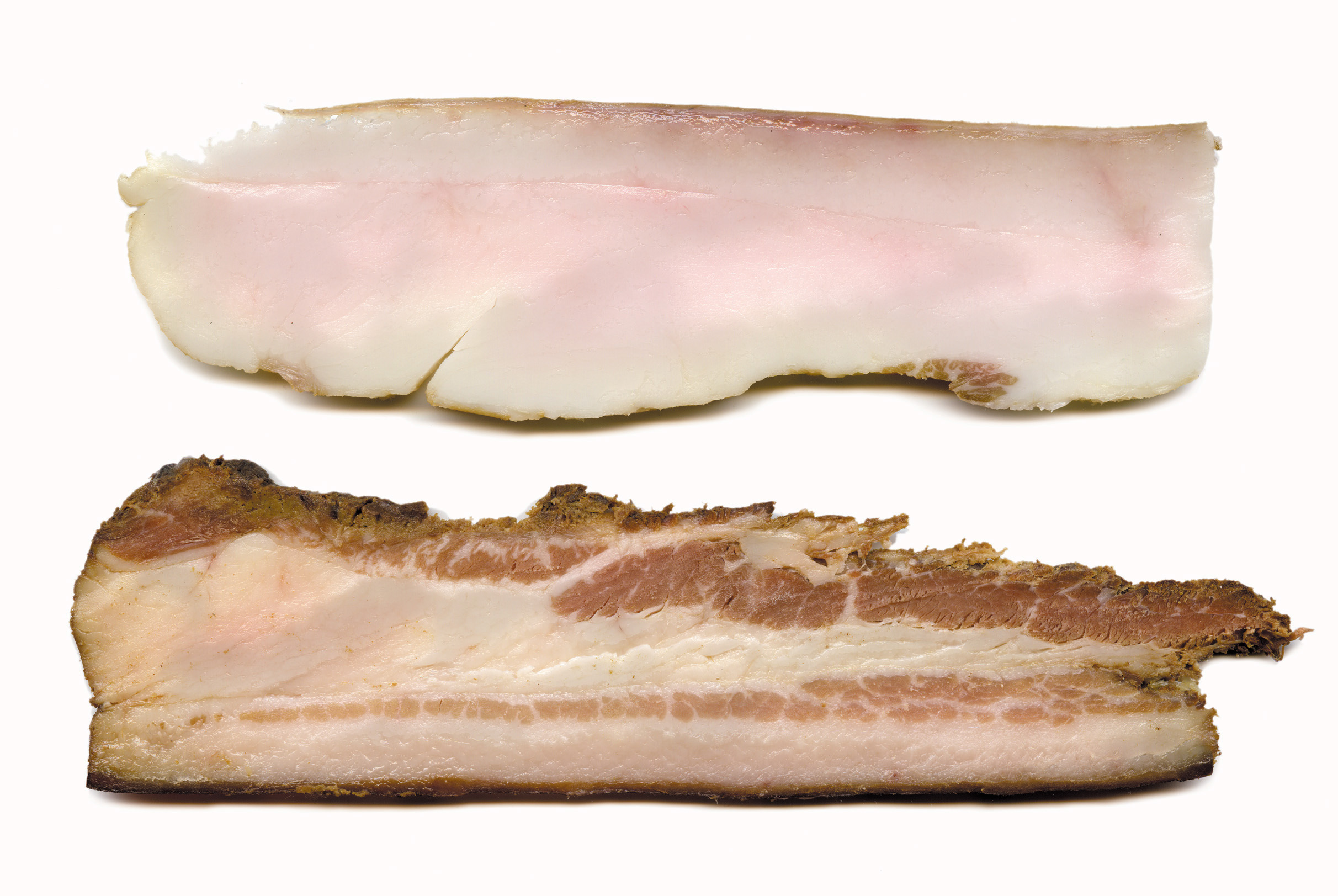
Corte lateral.

El speck es un jamón con un distintivo sabor a enebro originario de la región histórica del Tirol, que se cura con sal y se ahúma.
La primera mención histórica conocida es de principios de los años 1200, cuando algunas de las actuales técnicas de producción ya se empleaban. El Südtiroler Speck (italiano: Speck Alto Adige) es actualmente una Indicación Geográfica Protegida (IGP) por la Unión Europea y una denominación de origen a nivel internacional. Otras variedades con indicación geográfica son:
- Gailtaler Speck, de Austria, con estatus IGP, que se ha elaborado desde el siglo XV en Gailtal (Carintia).[3]
- Tiroler Speck, del Tirol austriaco, con estatus IGP, que se ha elaborado al menos desde el siglo XV.[4]

## Elaboración
Como el prosciutto y otros, el speck se hace con las patas traseras del cerdo, pero se deshuesa antes de curarlo. Se divide en trozos grandes llamados baffe y se curan en sal y diversas especias incluyendo ajo, hojas de laurel, bayas de enebro y nuez moscada. Se deja reposar varias semanas y después se ahúma.
El speck se ahúma en frío lenta e intermitentemente durante dos o tres horas al día durante aproximadamente una semana, empleando leña como la de haya a temperaturas que nunca exceden los 20°C. Tras esto se deja madurar cinco meses.

## Usos
El speck de la provincia autónoma de Bolzano es omnipresente en la cocina local y es un producto único en comparación con todos los demás en el Tirol, de hecho, en la región se llama cioce en ladino y südtiroler speck g.g.A. en alemán, y también se encuentra en Austria, República Checa, Países Bajos, Croacia, Serbia, Alemania, Italia y Eslovenia.
Puede servirse en lonchas muy finas con rábano picante, encurtidos y pan de centeno con pasas y frutos secos, en una presentación de influencia austriaca.
Se emplea típicamente en pastas, risottos, pizzas y con panes integrales, acompañando también a mariscos de concha, a veces envueltos en vieiras o enrollados en colines y servidos con ensalada de langosta. Puede cortarse en lonchas gruesas y añadirse a salsas para pasta u otros platos con base de sofrito de aceite de oliva y verdura picada. En platos como el risotto, el acusado sabor del speck puede compensarse con otros más suaves como el del perejil, el limón, la menta, etcétera. En ensalada, combina con manzana, brotes, setas y centros de apio.
El speck puede reemplazar fácilmente a la panceta en diversas recetas, como versión más ahumada y con mayor tiempo de curación.